# Кејро (Охајо)
Кејро (енгл. Cairo) град је у америчкој савезној држави Охајо.

## Демографија
По попису из 2010. године број становника је 524, што је 25 (5,0%) становника више него 2000. године.
| Група             | 2000.       | 2010.       |
| Белци             | 488 (97,8%) | 504 (96,2%) |
| Афроамериканци    | 2 (0,4%)    | 3 (0,6%)    |
| Азијати           | 1 (0,2%)    | 1 (0,2%)    |
| Хиспаноамериканци | 4 (0,8%)    | 8 (1,5%)    |
| Укупно            | 499         | 524         |